# Championnat du Népal de football 2011
Navigation
Saison précédente Saison suivante
La saison 2011 du Championnat du Népal de football est la trente-neuvième édition de la Martyr's Memorial ANFA A Division League, le championnat de première division au Népal. Les dix-huit formations de la capitale, Katmandou, sont réunies au sein d'une poule unique où elles s'affrontent une seule fois au cours de la saison. À l'issue de la compétition, seuls les huit premiers du classement se maintiennent en première division et les deux meilleurs clubs de D2 sont promus. Toutes les rencontres sont disputées au Stade Dasarath Rangasala et au Halchowk Stadium. 
C'est le Népal Police Club, double tenant du titre, qui remporte à nouveau la compétition cette saison après avoir terminé en tête du classement final, ne devançant Manang Marsyangdi Club qu'à la différence de buts. Il s'agit du troisième titre de champion du Népal de l'histoire du club.

## Les clubs participants
- New Road Team
- Manang Marsyangdi Club
- Rani Pokhari Corner Team
- Friends Club
- Jawalakhel Youth Team
- Yeti Himalayan Sherpa Club - Promu de D2
- Boudha FC - Promu de D2
- Saraswoti Club - Promu de D2
- Swayambhu Club - Promu de D2
- Brigade Boys Club - Promu de D2
- United Youth Club - Promu de D2
- Koilapani Polestar Club - Promu de D2
- Mahindra Bansbari Club - Promu de D2
- Machhindra Bahal Club
- Nepal Armed Police Force Team
- Tribhuvan Army Club
- Népal Police Club
- Nabil Three Star Club

## Compétition
Le barème de points servant à établir le classement se décompose ainsi :
- Victoire : 3 points
- Match nul : 1 point
- Défaite : 0 point

### Classement
| Rang | Équipe                        | Pts | J  | G  | N | P  | Bp | Bc | Diff |
| ---- | ----------------------------- | --- | -- | -- | - | -- | -- | -- | ---- |
| 1    | Népal Police ClubT            | 44  | 17 | 14 | 2 | 1  | 54 | 7  | +47  |
| 2    | Manang Marsyangdi Club        | 44  | 17 | 14 | 2 | 1  | 42 | 7  | +35  |
| 3    | Jawalakhel Youth Team         | 36  | 17 | 11 | 3 | 3  | 35 | 15 | +20  |
| 4    | Nabil Three Star Club         | 34  | 17 | 11 | 1 | 5  | 31 | 12 | +19  |
| 5    | Yeti Himalayan Sherpa ClubP   | 33  | 17 | 9  | 6 | 2  | 45 | 16 | +29  |
| 6    | Rani Pokhari Corner Team      | 33  | 17 | 10 | 3 | 4  | 40 | 23 | +17  |
| 7    | New Road Team                 | 32  | 17 | 9  | 5 | 3  | 27 | 15 | +12  |
| 8    | Tribhuvan Army Club           | 29  | 17 | 8  | 5 | 4  | 35 | 17 | +18  |
| 9    | Friends Club                  | 24  | 17 | 7  | 3 | 7  | 27 | 22 | +5   |
| 10   | Mahindra Bansbari ClubP       | 21  | 17 | 6  | 3 | 8  | 20 | 28 | -8   |
| 11   | Boudha FCP                    | 20  | 17 | 5  | 5 | 7  | 18 | 27 | -9   |
| 12   | Nepal Armed Police Force Team | 18  | 17 | 5  | 3 | 9  | 30 | 26 | +4   |
| 13   | Saraswoti ClubP               | 15  | 17 | 4  | 3 | 10 | 26 | 40 | -14  |
| 14   | Machhindra Bahal Club         | 14  | 17 | 3  | 5 | 9  | 20 | 28 | -8   |
| 15   | Swayambhu ClubP               | 11  | 17 | 2  | 5 | 10 | 9  | 27 | -18  |
| 16   | Brigade Boys ClubP            | 10  | 17 | 2  | 4 | 11 | 9  | 41 | -32  |
| 17   | United Youth ClubP            | 6   | 17 | 1  | 3 | 13 | 10 | 61 | -51  |
| 18   | Koilapani Polestar ClubP      | 3   | 17 | 0  | 3 | 14 | 12 | 78 | -66  |

|  | Qualification pour la Coupe du président de l'AFC 2012 |
|  | Relégation en deuxième division                        |
|  | T : Tenant du titre P : Promu de deuxième division     |

## Bilan de la saison
| Championnat du Népal de football 2011                | |
| Champion                                             | Népal Police Club (3e titre) |
| Qualifications continentales                         | |
| Coupe du président de l'AFC 2012                     | Népal Police Club |
| Promotions et relégations                            | |
| Promus en Martyr's Memorial ANFA A Division League   | Mitra Milan Club |
| Promus en Martyr's Memorial ANFA A Division League   | Sankata Club |
| Relégués en Martyr's Memorial ANFA B Division League | Machhindra Bahal Club Nepal Armed Police Force Team Friends Club Boudha FC Saraswoti Club Swayambhu Club Brigade Boys Club United Youth Club Koilapani Polestar Club Mahindra Bansbari Club |